# Айрон-Рівер (Мічиган)
Айрон-Рівер (англ. Iron River) — місто (англ. city) в США, в окрузі Айрон штату Мічиган. Населення — 3007 осіб (2020).

## Географія
Айрон-Рівер розташований за координатами 46°5′46″ пн. ш. 88°38′12″ зх. д. / 46.09611° пн. ш. 88.63667° зх. д. (46.096009, -88.636671).  За даними Бюро перепису населення США в 2010 році місто мало площу 17,50 км², з яких 17,45 км² — суходіл та 0,05 км² — водойми.

## Демографія
Згідно з переписом 2010 року, у місті мешкало 3029 осіб у 1446 домогосподарствах у складі 764 родин. Густота населення становила 173 особи/км².  Було 1770 помешкань (101/км²).
Расовий склад населення:
| - 96,3 % — білих - 1,2 % — корінних американців - 0,3 % — азіатів - 0,2 % — чорних або афроамериканців - 0,1 % — вихідців з тихоокеанських островів |

До двох чи більше рас належало 1,7 %. Частка іспаномовних становила 1,9 % від усіх жителів.
За віковим діапазоном населення розподілялося таким чином: 19,6 % — особи молодші 18 років, 55,7 % — особи у віці 18—64 років, 24,7 % — особи у віці 65 років та старші. Медіана віку мешканця становила 47,6 року. На 100 осіб жіночої статі у місті припадало 88,8 чоловіків;  на 100 жінок у віці від 18 років та старших — 85,4 чоловіків також старших 18 років.
Середній дохід на одне домашнє господарство  становив 33 027 доларів США (медіана — 26 250), а середній дохід на одну сім'ю — 45 058 доларів (медіана — 36 750). Медіана доходів становила 35 530 доларів для чоловіків та 27 060 доларів для жінок. За межею бідності перебувало 27,4 % осіб, у тому числі 47,6 % дітей у віці до 18 років та 13,1 % осіб у віці 65 років та старших.
Цивільне працевлаштоване населення становило 928 осіб. Основні галузі зайнятості: освіта, охорона здоров'я та соціальна допомога — 19,9 %, роздрібна торгівля — 12,3 %, будівництво — 12,2 %.